# Bisbat de Nola

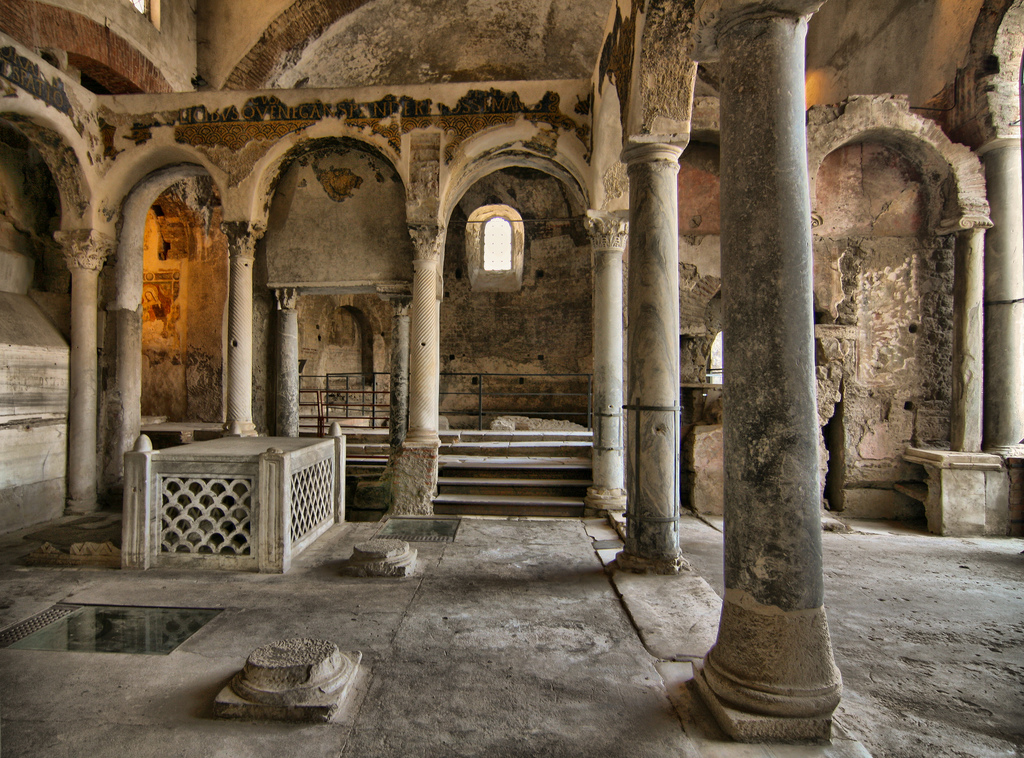
La basílica paleocristiana de Cimitile, amb els sepulcres de sant Fèlix i sant Paulí

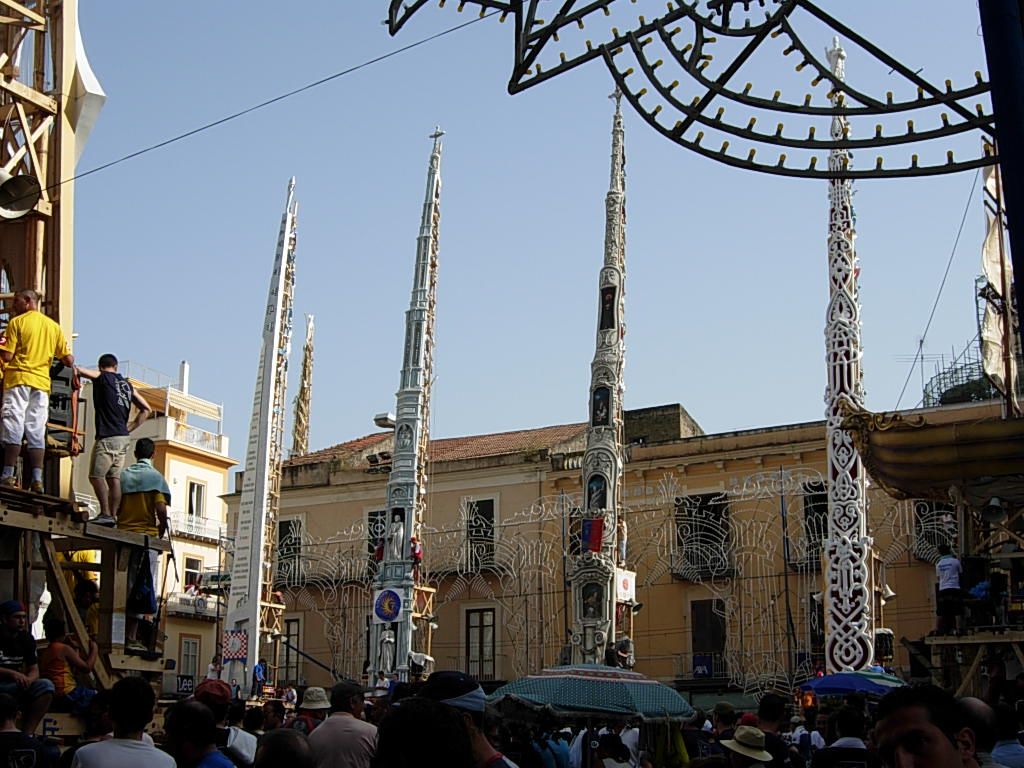
Antiga és la festa dels Gigli, celebrada el diumenge posterior al 22 de juny en honor de Sant Paulí

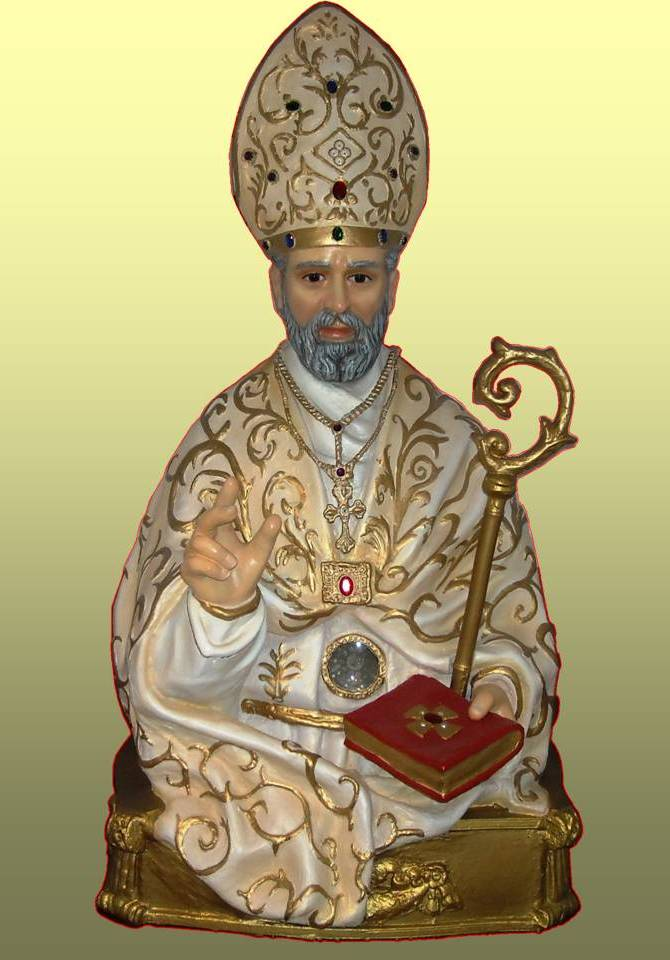
Estàtua de sant Paulí

El bisbat de Nola (italià: diocesi di Nola; llatí: Dioecesis Nolana) és una seu de l'Església catòlica, sufragània de l'arquebisbat de Nàpols, que pertany a la regió eclesiàstica Campània. El 2004 tenia 502.000 batejats d'un total de 523.900 habitants. Actualment està regida per l'arquebisbe (a títol personal) Beniamino Depalma, C.M.

## Territori
La diòcesi comprèn tots els municipis del nolà, alguns dels municipis d'interior al nord-est de Nàpols i del territori vesuvià intern, i s'estén fins a Totte Annunziata.
La seu episcopal és la ciutat de Nola, on es troba la basílica catedral dell'Assunzione di Maria Vergine.
El territori està dividit en 115 parròquies, agrupats en 8 deganats, al seu torn reunits en 3 zones pastorals:
1. Primera zona pastoral: Avella, Baiano, Camposanto, Carbonara di Nola, Casamarciano, Cicciano, Cimitile, Comiziano, Domicella, Lauro, Liveri, Marzano di Nola, Moschiano, Mugnano del Cardinale, Nola, Pago del Vallo di Lauro, Palma Campania, Quadrelle, Quindici, Roccarainola, San Gennaro Vesuviano, San Paolo Bel Sito, Saviano, Sirignano, Sperone, Taurano, Tufino, Visciano.
2. Segona zona pastoral: Brusciano, Tavernanova (part de Casalnuovo di Napoli), Castello di Cisterna, Mariglianella, Marigliano, Pomigliano d'Arco, San Vitaliano, Sant'Anastasia, Scisciano, Somma Vesuviana.
3. Tercera zona pastoral: Boscoreale, Ottaviano, Poggiomarino, San Giuseppe Vesuviano, Scafati, Terzigno, Torre Annunziata.

### Santuaris
- Santuari Maria SS. Liberatrice dai Flagelli - Boscoreale
- Santuari della Madonna degli Angeli - Cicciano
- Santuari di Santa Maria a Parete - Liveri
- Santuari di Maria Santtissima dell'Abbondanza - Marzano di Nola
- Santuari di Santa Filomena - Mugnano del Cardinale
- Santuari di Sant’Agnello Abate - Roccarainola
- Santuari della Madonna dell'Arco - Sant'Anastasia
- Santuari di San Giuseppe - San Giuseppe Vesuviano
- Santuari della Madonna della Neve - Torre Annunziata
- Santuari di Maria Santissima Consolatrice del Carpinello - Visciano

## Història
La diòcesi de Nola es troba entre les més antigues de la història del cristianisme. El primer bisbe va ser sant Feliu en el segle i. La successió de bisbes, entre els quals està sant Paulí, està ben documentada des dels primers segles, encara que alguns d'aquests bisbes estan dictats per la tradició, no hi ha fonaments històrics i documentals. És de suposar, però, que la diòcesi sorgí entre el final del segle ii i principis del III: els bisbes sant Màxim i sant Quinto són els primers bisbes dels quals hi ha documentació segura (de la segona meitat del segle III), als quals segueixen Pau i sant Paulí.
A finals del segle xiv, la catedral va ser traslladada del complex de Cimitile, on ja es trobava en els dies de sant Paulí, al centre de la ciutat.
El bisbe Antonio Scarampo, immediatament després del seu retorn del Concili de Trento, va instituir el seminari diocesà, que confià a la Companyia de Jesús. En 1754 el seminari, per iniciativa del bisbe Troiano Caracciolo Del Sole, va ser traslladat a un nou edifici monumental que disposava de biblioteca i d'un museu. Conserva el Cippus Abellanus una antiga inscripció en oscà.
A Nola, al juny se celebra des de fa segles la festa dels Lliris per celebrar el retorn a la ciutat de sant Paulí.

## Cronologia episcopal
- Sant Felice † (segona meitat del segle i)
- Sant Massimo † (segles I - II)
- Sant Quinto † (120 - 150)[1]
- Sant Calione † (150 - vers 177 mort)
- Anonimo † (177 - 197)
- Santt'Aureliano † (202 - 240)
- Sant Rufo † (240 - vers 260 mort)
- Sant Lorenzo † (260 - 280)
- Sant Patrizio † (280 - 300)
- Sant Prisco † (300 - vers 328 mort)
- Sant Gorgonio † (328 - 360)
- Quodvultdeus † (360 - 387 mort)
- Paolo † (inicis de 403 - vers 409 mort)
- Sant Paolino I † (vers 409 - 22 de juny de 431 mort)
- Sant Paolino II † (431 - 10 de setembre de 442 mort)
- Santt'Adeodato † (442 - 26 de juny de 473 mort)
- Sant Felice II † (473 - 9 de febrer de 484 mort)
- Giovanni Talaja † (vers 484 - ?)
- Teodosio † (? - 7 de desembre de 490 mort)
- Sereno † (490 - vers 493 mort)
- Benigno † (? - 496 ? mort)
- Sereno II † (500 - 503)[2]
- Sant Paolino III † (505 - 533)
- Leone I † (vers 553 - 560 mort)
- Basilio † (citat el 566 vers)
- Gaudenzio † (inicis de 594 - finals de 595)
- Leone II † (620 - 645)
- Damaso †
- Aurelio † (citat el 679)
- Leone III † (citat el 700 vers)
- Bernardo I †
- Pietro I †
- Lupeno o Lupino † (citat el 786 vers)
- Landone I †
- Giacomo I † (inicis del 843 - 858 ? mort)
- Giovanni II †
- Leone IV † (citat el 892 vers)
- Giovanni III † (929 - ?)
- Stefano † (inicis de 965 - finals de 28 de novembre de 973)
- Sisto † (citat el 986, aproximadament)
- Sassone † (vers 1080 - finals de 1093)
- Guglielmo † (inicis de 1105 - finals de 17 de novembre de 1123)
- Pagano † (citat el gener de 1136)
- Bartolomeo † (citat al desembre de 1143)
- Roberto † (1158 - vers 1173 renuncià)
- Ruffino † (vers 1173 - 1175 renuncià)
- Bernardo † (1175 - finals de 1190)
- Pietro II † (inicis de 1215 - 1225 mort)
- Marco Perrone † (1225 – finals de març de 1236)
- Pietro III † (desembre de 1239 - finals de 1256)
- Giovanni Montefuscolo † (1259 - 1288 mort)
  - Francesco Fontana † (29 de gener de 1289 - 23 d'agost de 1296 nomenat arquebisbe de Milà) (administrador apostòlic)
  - Pietro Gerra † (23 d'agost de 1296 - 6 de gener de 1298 nomenat arquebisbe de Càpua) (administrador apostòlic)
- Landone II † (22 d'abril de 1298 - 1304)
- Antonio Carafa † (citat el 1305)
- Eligio † (citat el 1310)
- Giacomo II † (14 de maig de 1311 - ? mort)
- Pietro Sparano da San Severo † (6 de setembre de 1328 - finals de 6 de setembre de 1331 mort)
- Nicolò de Acerno † (22 d'octubre de 1331 - 1340 mort)
- Ligo di Orvieto † (6 de novembre de 1340 - 1349 mort)
- Nicola d'Offerio † (19 de gener de 1349 - 1349 mort)
- Francesco Rufolo † (25 de maig de 1349 - 5 de juliol de 1370 mort)
- Francesco Scaccano † (21 de juny de 1370 - 15 de juliol de 1400 mort)[3]
- Flaminio Minutolo † (26 de juliol de 1400 - 1442 mort)
- Leone dei Simeoni † (23 de març de 1442 - de juliol de 1469 mort)
- Giannantonio Boccarelli † (9 d'agost de 1469 - finals de juny de 1475 mort)
- Marco Vigerio, O.F.M. † (de juny de o de juliol de 1475 - 1475 renuncià)
- Orlando Orsini † (15 de desembre de 1475 - 1503 mort)
- Gianfrancesco Bruno † (4 de juliol de 1505 - 1549 mort)
- Antonio Scarampi † (1549 - 9 de març de 1569 nomenat bisbe de Lodi)
- Filippo Spinola † (9 de març de 1569 - 1 de juliol de 1585 renuncià)
- Fabrizio Gallo † (1 de juliol de 1585 - 6 de novembre de 1614 mort)
- Giambattista Lancellotti † (26 de gener de 1615 - 23 de juliol de 1656 mort)
- Francesco Gonzaga, C.R. † (18 de desembre de 1657 - 18 de desembre de 1673 mort)
- Filippo Cesarini † (12 de març de 1674 - 6 de juliol de 1683 mort)
- Francesco Maria Moles, C.R. † (10 de gener de 1684 - de gener de 1695 renuncià)
- Daniele Scoppa, O.F.M. † (16 de maig de 1695 - 13 de maig de 1703 mort)
- Francesco M. Carafa † (7 d'abril de 1704 - 6 de gener de 1737 mort)
- Troiano Caracciolo Del Sole † (27 de gener de 1738 - 15 de febrer de 1764 mort)
- Nicola Sanchez de Luna † (9 d'abril de 1764 - 23 d'abril de 1768 mort)
- Filippo Lopez y Royo, C.R. † (16 de maig de 1768 - 17 de juny de 1793 nomenat arquebisbe de Palerm i Monreal)
- Giovanni Vincenzo Monforte † (29 de gener de 1798 - 24 de maig de 1802 nomenat arquebisbe de Nàpols)
- Vincenzo Torrusio † (29 d'octubre de 1804 - 24 de març de 1823 mort)
- Nicola Coppola † (17 de novembre de 1823 - 14 d'abril de 1828 mort)
- Gennaro Pasca † (23 de juny de 1828 - 9 de febrer de 1855 mort)
- Giuseppe FormiSanto † (28 de setembre de 1855 - 7 de gener de 1890 mort)
- Agnello Renzullo † (22 de juny de 1890 - 11 d'abril de 1924 renuncià)
- Egisto Domenico Melchiori † (11 d'abril de 1924 - 5 de desembre de 1934 nomenat bisbe de Tortona)
- Michele Raffaele Camerlengo, O.F.M. † (5 de maig de 1935 - 9 de setembre de 1951 mort)
- Adolfo Binni † (14 de febrer de 1952 - 7 de gener de 1971 mort)
- Guerino Grimaldi † (19 de març de 1971 - 2 de juliol de 1982 nomenat arquebisbe coadjutor de Salern)
- Giuseppe Costanzo (6 d'agost de 1982 - 7 de desembre de 1989 nomenat arquebisbe de Siracusa)
- Umberto Tramma † (23 de juny de 1990 - 25 de març de 1999 nomenat oficial del Pontifici Consell per a la Interpretació dels Texts Legislatius)
- Beniamino Depalma, C.M., des del 15 de juliol de 1999

## Estadístiques
A finals del 2004, la diòcesi tenia 502.000 batejats sobre una població de 523.900 persones, equivalent al 95,8% del total.
| any  | població | població | població | sacerdots | sacerdots       | sacerdots       | sacerdots             | diaques | religiosos | religiosos | parroquies |
| ---- | -------- | -------- | -------- | --------- | --------------- | --------------- | --------------------- | ------- | ---------- | ---------- | ---------- |
| any  | batejats | total    | %        | total     | clergat secular | clergat regular | batejats por sacerdot | diaques | homes      | dones      |            |
| 1950 | 250.000  | 260.000  | 96,2     | 365       | 265             | 100             | 684                   |         | 58         | 170        | 111        |
| 1969 | 365.000  | 370.300  | 98,6     | 283       | 188             | 95              | 1.289                 |         | 137        | 680        | 124        |
| 1980 | 480.000  | 489.646  | 98,0     | 264       | 181             | 83              | 1.818                 | 2       | 115        | 647        | 127        |
| 1990 | 512.000  | 524.000  | 97,7     | 253       | 154             | 99              | 2.023                 | 3       | 139        | 535        | 114        |
| 1994 | 471.000  | 473.000  | 99,6     | 239       | 147             | 92              | 1.970                 | 6       | 117        | 521        | 115        |
| 2001 | 471.000  | 473.000  | 99,6     | 239       | 147             | 92              | 1.970                 | 6       | 117        | 521        | 115        |
| 2002 | 496.000  | 515.000  | 96,3     | 227       | 147             | 80              | 2.185                 | 18      | 128        | 428        | 115        |
| 2003 | 500.000  | 520.700  | 96,0     | 221       | 144             | 77              | 2.262                 | 21      | 167        | 398        | 115        |
| 2004 | 502.000  | 523.900  | 95,8     | 219       | 141             | 78              | 2.292                 | 21      | 164        | 389        | 115        |